# Ciudad Bolívar

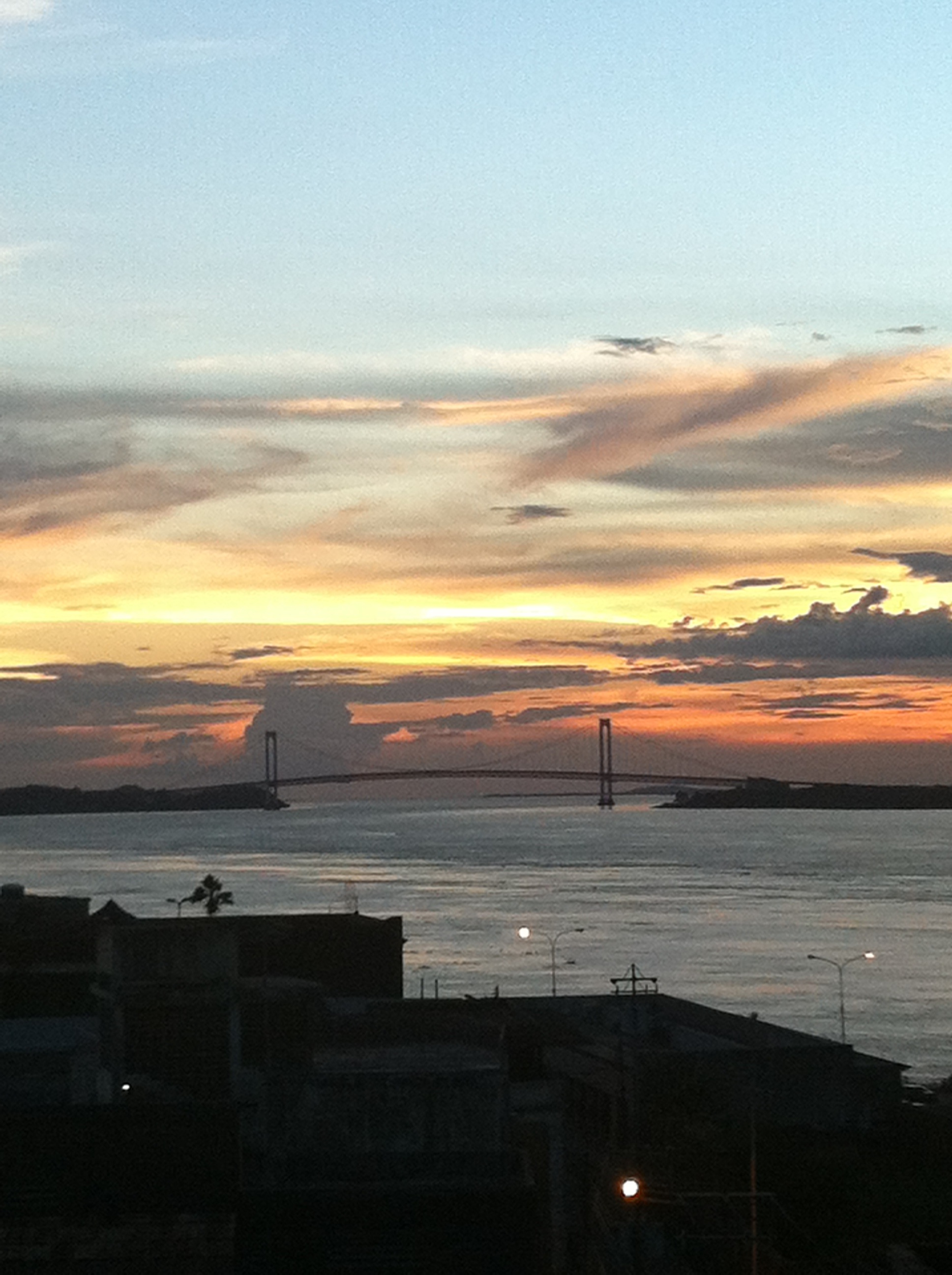
Puente de Angostura

Ciudad Bolívar es una ciudad venezolana, al sureste de Venezuela. Originalmente bautizada con el nombre de Santo Tomás de la Nueva Guayana en la Angostura del Orinoco el 22 de mayo de 1764, y sería renombrada en junio de 1846 como Ciudad Bolívar (debido a esto no se puede considerar esa fecha como la fundación de Ciudad Bolívar). Tiene una población de 395 585 habitantes. Su temperatura se mantiene entre 23 °C y 37 °C todo el año.
La ciudad tomó su nombre debido a su ubicación en la Guayana Venezolana, específicamente al sur del río Orinoco en un lugar donde el cauce se estrecha considerablemente quedando reducido a 800 m de anchura, lo cual era una ventaja durante épocas pasadas, en las que se trataba siempre de buscar los mejores puntos para atravesar los ríos.
Cerca de la ciudad se ubicó el primer puente que se construyó sobre el río Orinoco, llamado Puente  de Angostura,  aunque su derecho se encuentra a pocos kilómetros aguas arriba de la propia angostura del Orinoco donde antes de la construcción cruzaban las embarcaciones entre el puerto del Municipio Independencia en Ciudad Orinoco (estado Anzoátegui) y el puerto de Ciudad Bolívar. De manera que el puente de Angostura tiene, en realidad, una longitud de casi 1700 m que es, aproximadamente, el doble que la parte más angosta ubicada frente a la ciudad. 
El casco histórico de Ciudad Bolívar tiene una buena preservación, con varias de las edificaciones de la Plaza Bolívar intactas, entre ellas la catedral metropolitana. Hoy día ha dejado de servir como un importante puerto en el Orinoco para las regiones guayanesas y del este venezolano. La ciudad es uno de los principales puntos de comercio de la Cuenca del Orinoco, uno de sus mayores recursos (además del petróleo) son el oro, el diamante, maderas tropicales, productos pesqueros, entre otros. 
En 1973 fue abierto el Museo de Arte Moderno Jesús Soto dedicado al cinetismo (primero en el mundo). Este fue diseñado por el arquitecto Carlos Raúl Villanueva, creador de la Ciudad Universitaria de Caracas (UCV) y sería nombrado en honor del famoso artista plástico en el campo del cinetismo Jesús Rafael Soto, nativo de Ciudad Bolívar.
Además, En el año 2003 la ciudad entro en la lista indicativa del patrimonio de la humanidad de la Unesco  como un bien bajo el nombre de, «Ciudad Bolívar en la Angostura del Orinoco» como un bien mixto destacando su arquitectura colonial y modernista y su paisaje natural a orillas del Orinoco.

## Historia

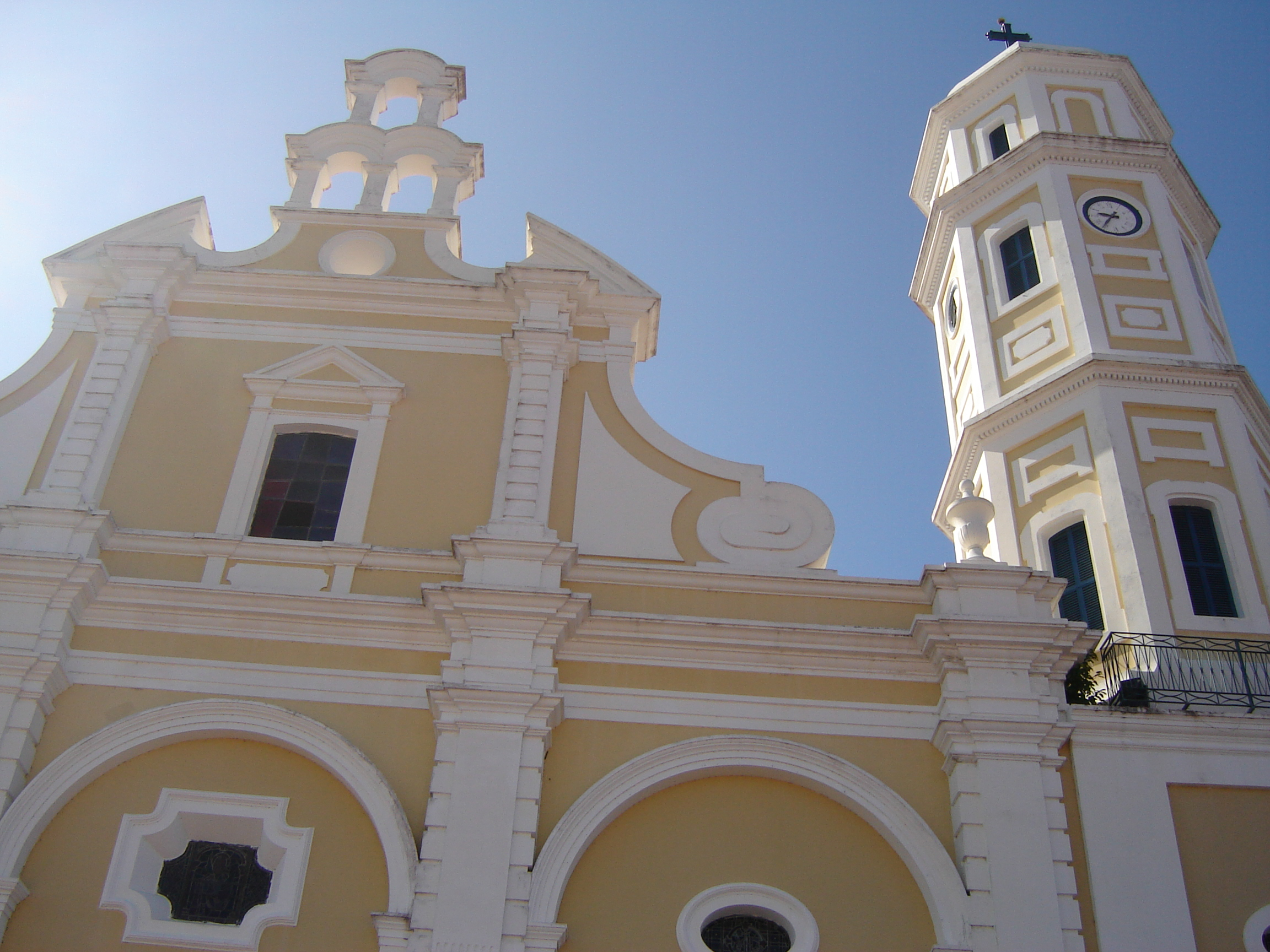
Catedral de Ciudad Bolívar

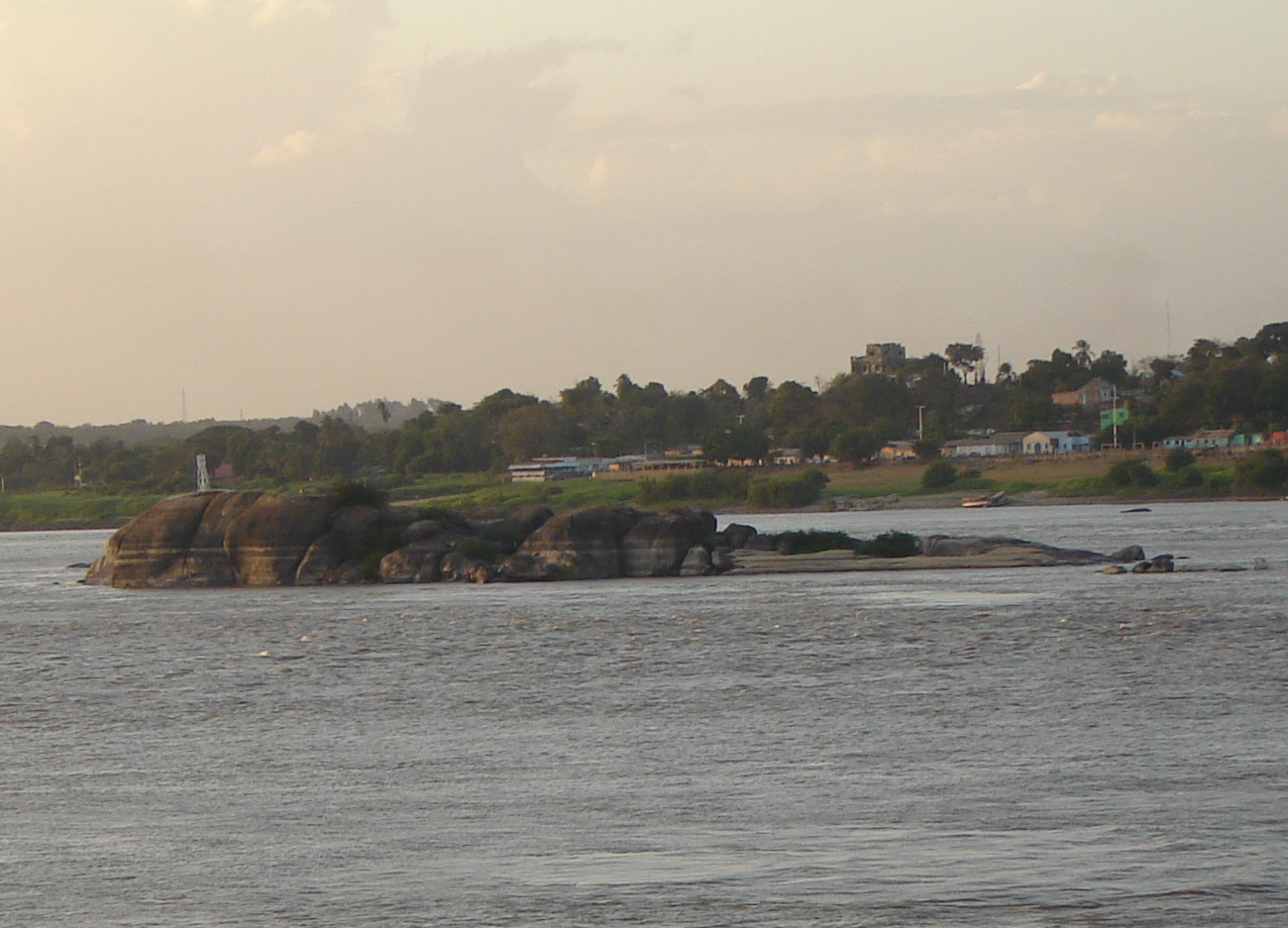
La Piedra del Medio, en el río Orinoco, denominada así por Alexander Humboldt

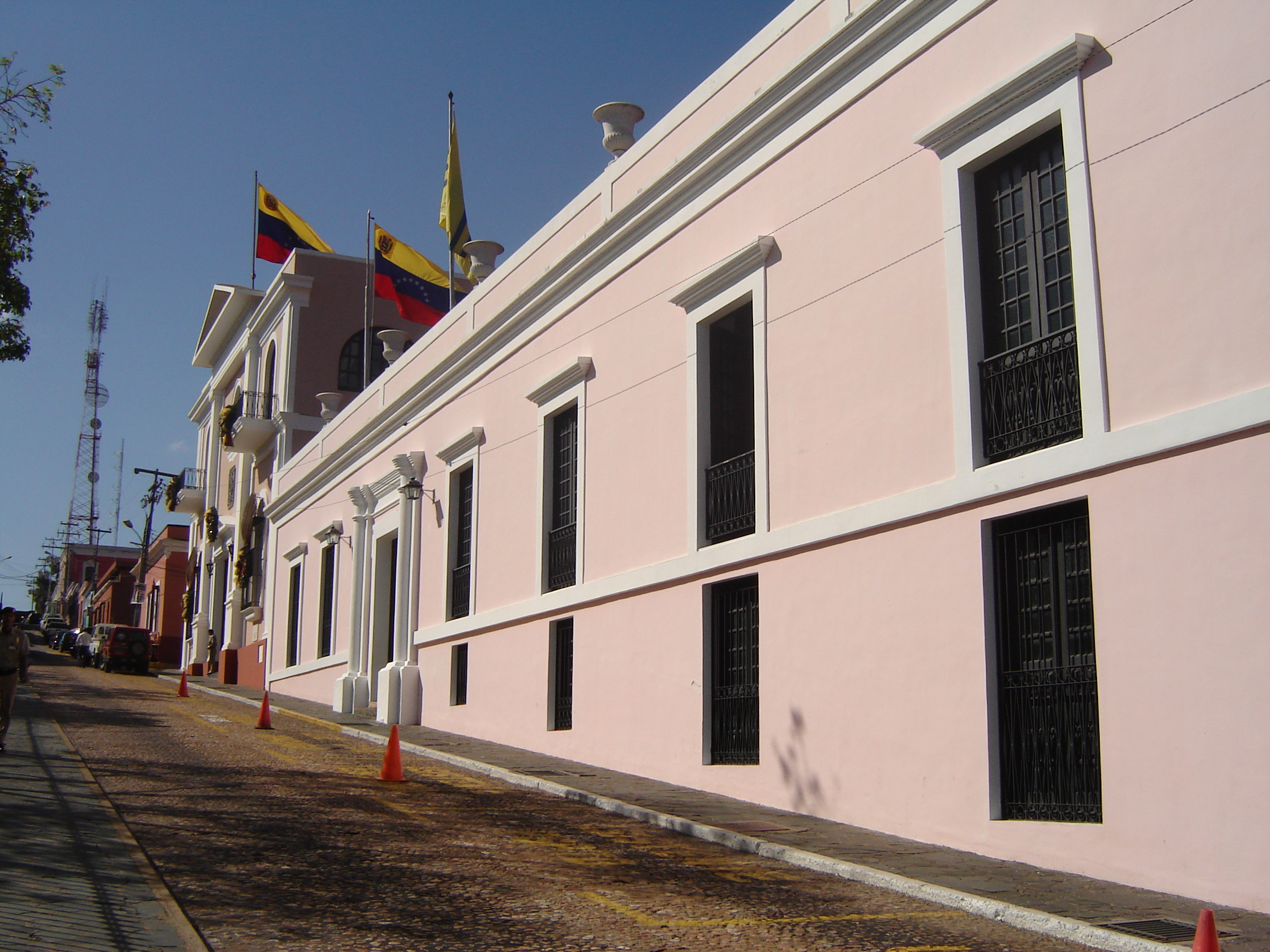
Casa del Congreso de Angostura.

Ciudad Bolívar es fundada el 21 de diciembre de 1595 por  Antonio de Berrío, quien había llegado de la Nueva Granada (actual Colombia) con la misión de poblar la Guayana. La población llamada originalmente Santo Tomás de Guayana era un puerto fluvial fortificado que debió mudarse de emplazamiento en tres ocasiones, ya que era blanco de constantes asaltos por parte de indios caribes y corsarios europeos entre los que destaca Sir Walter Raleigh en 1617. 
En 1764 halla un sitio definitivo en la ribera del Orinoco, en su sector más angosto, por lo que toma el nombre de Santo Tomás de la Nueva Guayana de la Angostura del Orinoco, conocida simplemente como Angostura, nombre que persiste por más de 80 años y se recuerda aún hoy.
En 1800, el barón Alexander von Humboldt y Aimé Bonpland visitan Angostura y desde allí se dirigen por El Pao a Barcelona y luego a Cumaná, terminando así el recorrido por el territorio de Venezuela.
El Congreso de Angostura, inaugurado el 15 de febrero de 1819 por el Libertador Simón Bolívar, bajo la inspiración del Ideario del general Francisco de Miranda, representó el segundo Congreso Constituyente de la República de Venezuela. Fue convocado en el contexto de las guerras de independencia de Venezuela y de la Nueva Granada.
Durante la presidencia del general Carlos Soublette, en 1846, se decreta el cambio de nombre de Angostura a Ciudad Bolívar, en honor al Libertador Simón Bolívar, quien estableció en la ciudad las bases de la acción que le permitió liberar las actuales naciones bolivarianas (Venezuela, Colombia, Panamá, Ecuador, Perú y Bolivia).
El 21 de julio de 1903 en las cercanías de Ciudad Bolívar, se libró la última batalla de la Revolución Libertadora donde el ejército gubernamental al mando de Juan Vicente Gómez vence a las fuerzas opositoras del general Nicolás Rolando. La derrota de la Revolución Libertadora marcó el final del siglo XIX venezolano caracterizados por la inestabilidad política y las grandes guerras civiles, dando paso a una etapa de consolidación del gobierno central bajo el gobierno de los andinos.
Actualmente es capital del estado Bolívar y es una de las pocas ciudades venezolanas que conservan su acervo histórico, expresado en su arquitectura colonial y particularmente en construcciones como la Casa de San Isidro, la Casa del Correo del Orinoco, la Cárcel Antigua, la antigua Casa Arzobispal, la Casa Parroquial, la Casa del Congreso, la Casa de la Real Hacienda (hoy sede de la Gobernación del estado Bolívar), la Casa de los Gobernadores de la Colonia y la Catedral.

## Política y gobierno

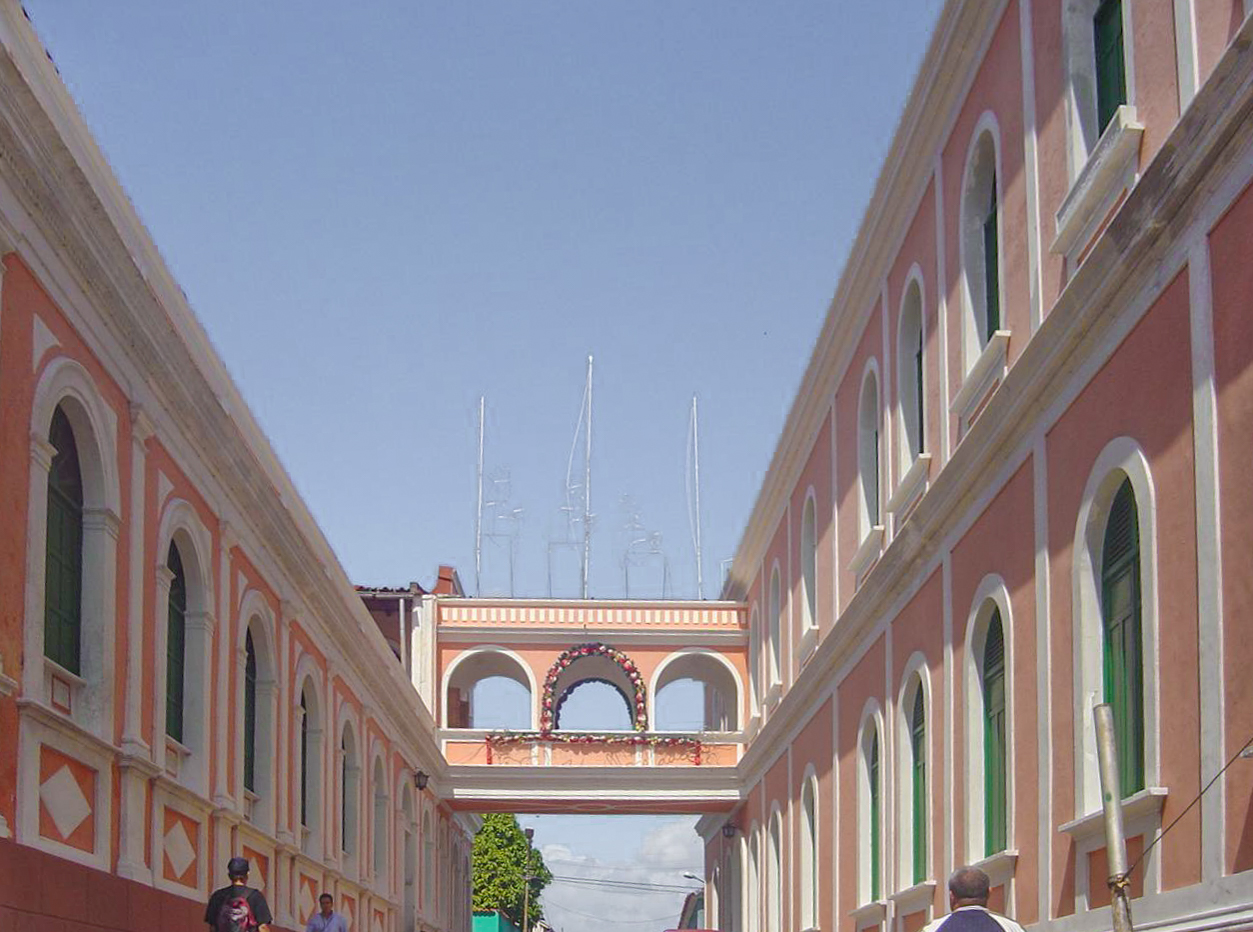
Vista de la Alcaldía de la ciudad

Ciudad Bolívar se ubica en el Municipio Angostura del Orinoco. Las leyes venezolanas especifican que el gobierno municipal tiene 4 funciones y poderes: el ejecutivo, el legislativo, la contraloría y el planeamiento urbano. 
El poder ejecutivo es presidido por el alcalde, quien está en el cargo y representa la administración del municipio. El poder legislativo lo ejerce el consejo municipal, compuesto por concejales, encargados de la deliberación de las ordenanzas municipales. La tarea de la contraloría es manejada por la oficina de contraloría, que vigila la contabilidad. Finalmente, la planeación está representada por el Consejo de Planeación Pública Local, que manejan los proyectos de desarrollo para el municipio.

## Geografía

Localización del Municipio Heres en el estado Bolívar

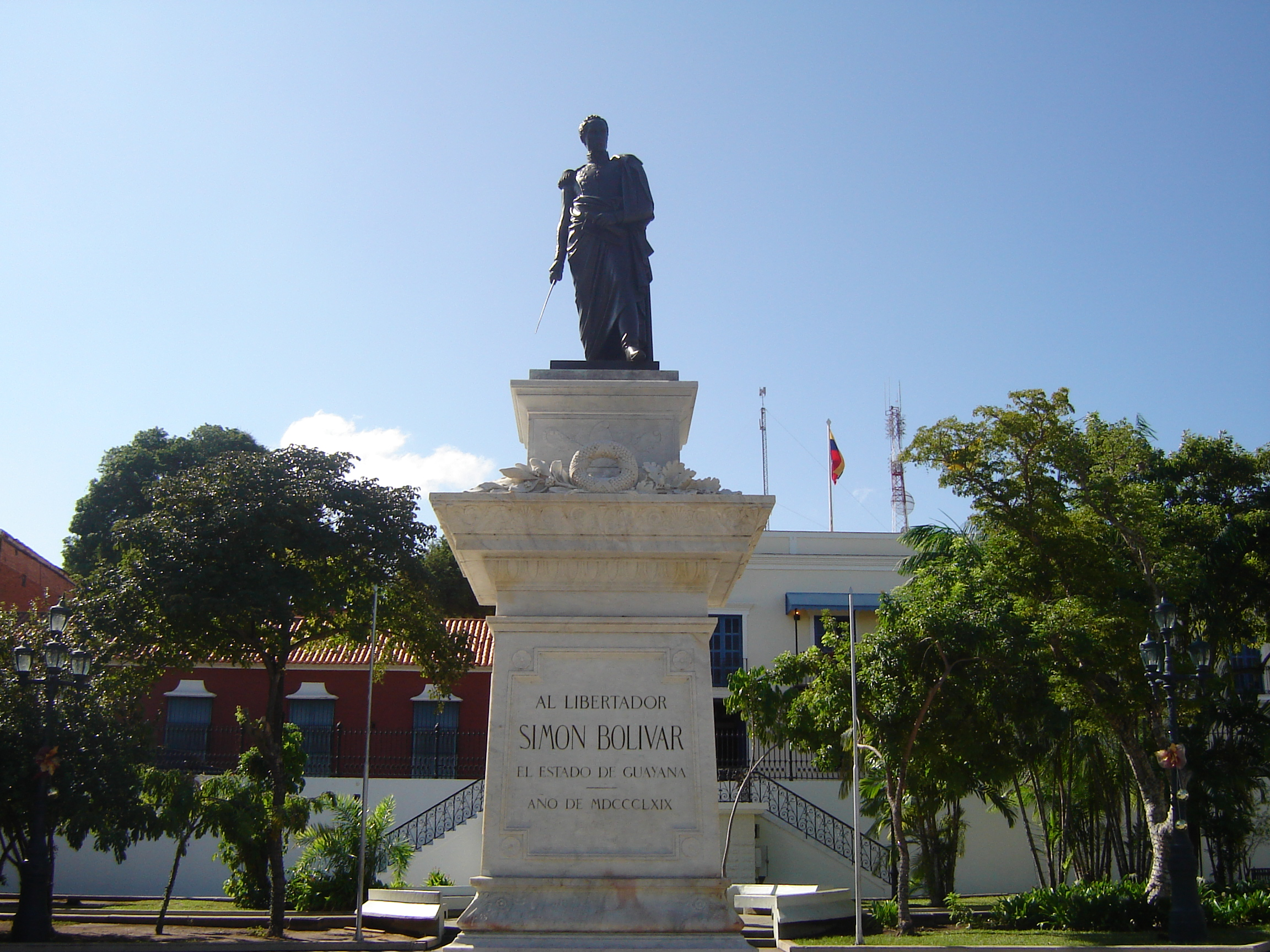
Plaza Bolívar

Ciudad Bolívar, está localizada a 54 metros sobre el nivel del río Orinoco, cerca de 100 km al oeste de Ciudad Guayana (Puerto Ordaz y San Félix), perteneciente al estado Bolívar. Ubicado al sur de este río en la parte del puente Angostura, se encuentra el principal puerto fluvial del este de Venezuela y de la Guayana también. 
El municipio Angostura del Orinoco, otrora municipio Heres, limita al norte con el río Orinoco, y el municipio Independencia del estado Anzoátegui, en el sur, limita con el municipio Bolivariano Angostura, al este limita con los municipios Caroní y Piar, finalmente, al oeste con el municipio Sucre. Ciudad Bolívar está constituida por las parroquias: Catedral, Agua Salada, Sabanita, Vista Hermosa, Marhuanta, José Antonio Páez (estas Parroquias son las que subdividen a la Ciudad), Orinoco, Panapana y Zea. 
En la parte geológica, el territorio de la ciudad presenta una gran estabilidad tectónica, porque está ubicada sobre las rocas ígneas del escudo Guayanés, que corresponden al Precámbrico, las formaciones geológicas más antiguas y estables de nuestro planeta. 
- Vegetación: La vegetación es típica de la región guayanesa-amazónica donde se pueden contemplar morichales, chaparrales así como especies de árboles como el carob, la sarrapia, el merecure, entre otros.
- Fauna: la fauna típica está representada por el chiguire o capibara, el caimán del Orinoco, el morrocoy, garzas, loros y cacatúas, las lapas, iguanas, entre otros. Un alto porcentaje corresponde a especies fluviales como el delfín del Orinoco y peces: curbinata, el dorado, lau-lau, el morocoto, la palometa y la sapoara.
- Clima: La temperatura media varía entre los 26 y los 30 °C. La variedad climática es representada por las temporadas de lluvia y sequía, presentando en altas y variadas formas, como la gran cantidad de lluvias por las altas temperaturas que causan una fuerte evaporación, arribando a unos 1022 mm anuales que favorecen la presencia de ríos de gran caudal como el Orinoco y el Caroni y otros ríos menores como: El Orocopiche, La Marcela, La Candelaria, San Rafael , Marhuanta, entre otros.

| Parámetros climáticos promedio de Ciudad Bolívar, Venezuela        | Parámetros climáticos promedio de Ciudad Bolívar, Venezuela | Parámetros climáticos promedio de Ciudad Bolívar, Venezuela | Parámetros climáticos promedio de Ciudad Bolívar, Venezuela | Parámetros climáticos promedio de Ciudad Bolívar, Venezuela | Parámetros climáticos promedio de Ciudad Bolívar, Venezuela | Parámetros climáticos promedio de Ciudad Bolívar, Venezuela | Parámetros climáticos promedio de Ciudad Bolívar, Venezuela | Parámetros climáticos promedio de Ciudad Bolívar, Venezuela | Parámetros climáticos promedio de Ciudad Bolívar, Venezuela | Parámetros climáticos promedio de Ciudad Bolívar, Venezuela | Parámetros climáticos promedio de Ciudad Bolívar, Venezuela | Parámetros climáticos promedio de Ciudad Bolívar, Venezuela | Parámetros climáticos promedio de Ciudad Bolívar, Venezuela |
| Mes                                                                | Ene.                                                        | Feb.                                                        | Mar.                                                        | Abr.                                                        | May.                                                        | Jun.                                                        | Jul.                                                        | Ago.                                                        | Sep.                                                        | Oct.                                                        | Nov.                                                        | Dic.                                                        | Anual                                                       |
| ------------------------------------------------------------------ | ----------------------------------------------------------- | ----------------------------------------------------------- | ----------------------------------------------------------- | ----------------------------------------------------------- | ----------------------------------------------------------- | ----------------------------------------------------------- | ----------------------------------------------------------- | ----------------------------------------------------------- | ----------------------------------------------------------- | ----------------------------------------------------------- | ----------------------------------------------------------- | ----------------------------------------------------------- | ----------------------------------------------------------- |
| Temp. máx. abs. (°C)                                               | 38                                                          | 40                                                          | 42                                                          | 45                                                          | 48                                                          | 46                                                          | 44                                                          | 42                                                          | 39                                                          | 40                                                          | 42                                                          | 38                                                          | 48                                                          |
| Temp. máx. media (°C)                                              | 34.1                                                        | 35.2                                                        | 36.6                                                        | 37.9                                                        | 36.8                                                        | 35.8                                                        | 33.7                                                        | 33.1                                                        | 32.8                                                        | 31.9                                                        | 30.7                                                        | 30.8                                                        | 34.1                                                        |
| Temp. media (°C)                                                   | 27                                                          | 27                                                          | 27                                                          | 27                                                          | 28                                                          | 28                                                          | 26                                                          | 26                                                          | 27                                                          | 28                                                          | 27                                                          | 26                                                          | 27                                                          |
| Temp. mín. media (°C)                                              | 21                                                          | 21                                                          | 21                                                          | 22                                                          | 22                                                          | 21                                                          | 21                                                          | 21                                                          | 21                                                          | 22                                                          | 22                                                          | 21                                                          | 21.3                                                        |
| Temp. mín. abs. (°C)                                               | 17                                                          | 17                                                          | 16                                                          | 18                                                          | 17                                                          | 16                                                          | 16                                                          | 17                                                          | 17                                                          | 18                                                          | 16                                                          | 16                                                          | 16                                                          |
| Precipitación total (mm)                                           | 22.9                                                        | 12.7                                                        | 10.2                                                        | 27.9                                                        | 101.6                                                       | 165.1                                                       | 182.9                                                       | 160.0                                                       | 96.5                                                        | 96.5                                                        | 61.1                                                        | 40.6                                                        | 978                                                         |
| Fuente: The Weather Channel Interactive, Inc. 2 de febrero de 2024 |                                                             |                                                             |                                                             |                                                             |                                                             |                                                             |                                                             |                                                             |                                                             |                                                             |                                                             |                                                             |                                                             |

## Economía y servicios

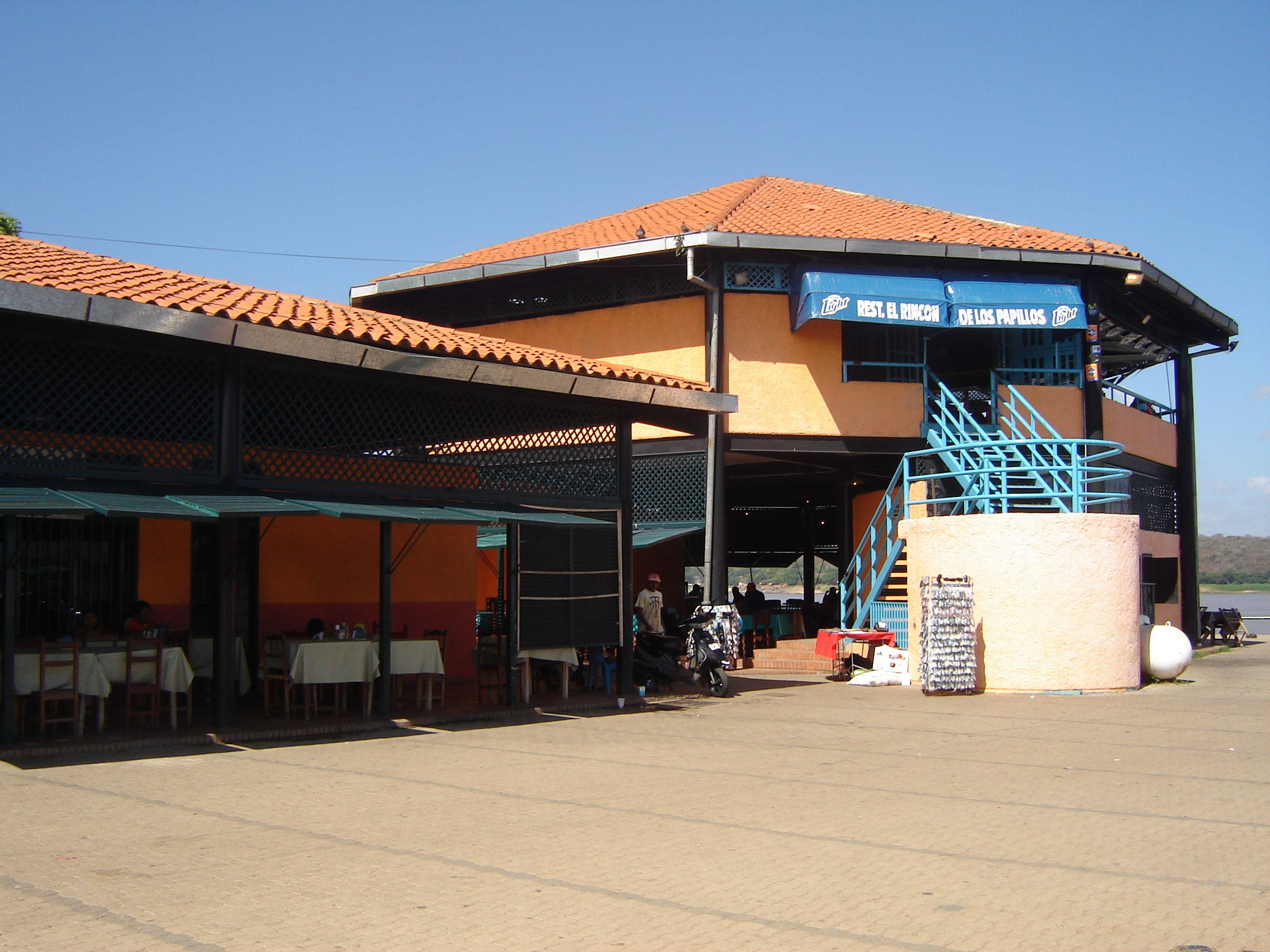
Mercado público La Carioca.

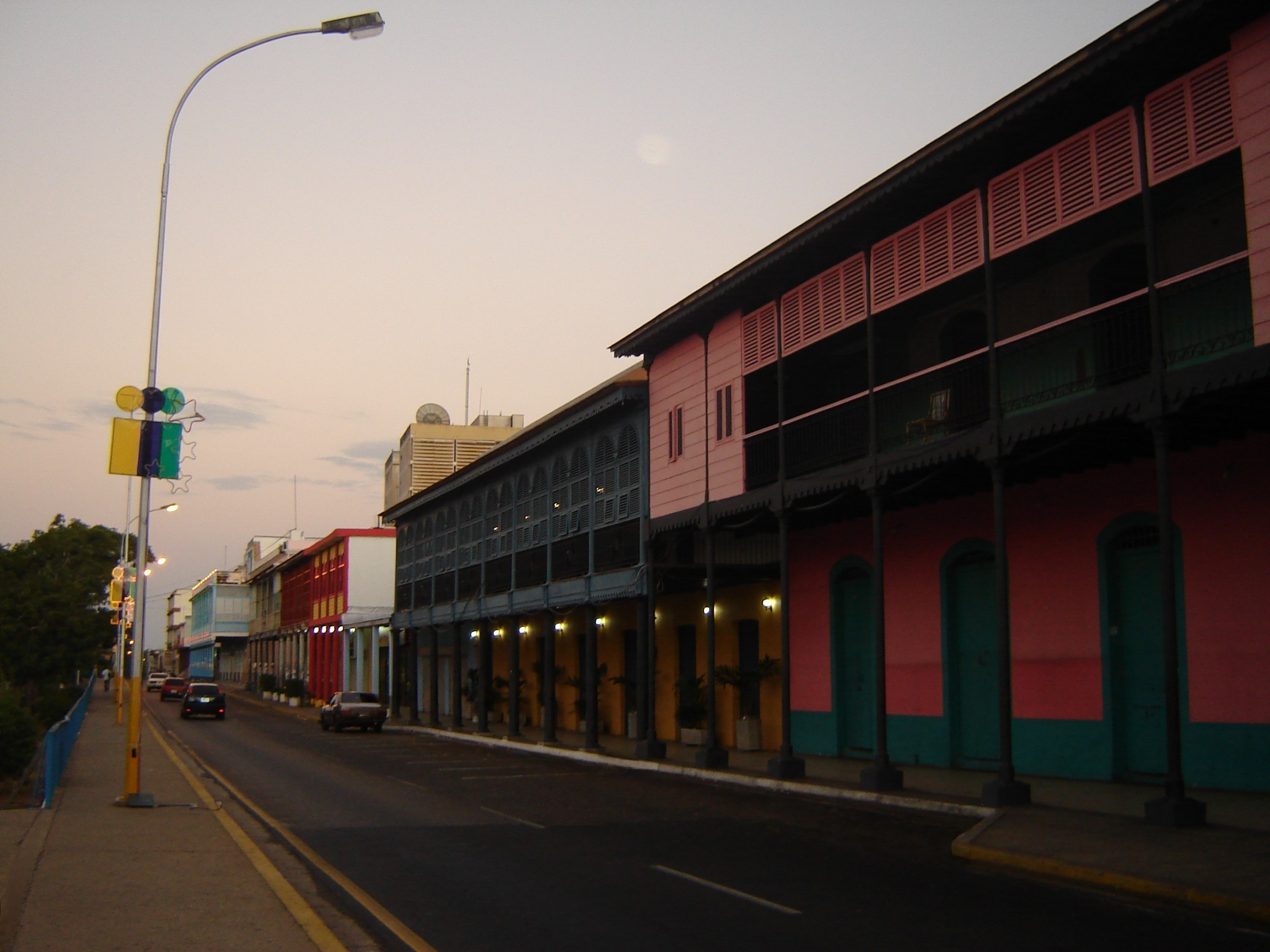
Paseo Orinoco, parte importante y comercial de Ciudad Bolívar.

Ciudad Bolívar se ubica en una región dominada por la agricultura y la cría de animales en una menor escala. Maíz, yuca, mango, ñame y patilla son productos característicos cultivados en la zona. 
En la actividad ganadera, es representado por la cría vacuna y porcina. La pesca fluvial es explotada en menor proporción, el turismo ha recibido una gran importancia, que viene a reforzar el sector productivo en la zona, entre otras actividades económicas en la ciudad como el comercio y los servicios como: transporte, cadenas de comida rápida, industrias nacionales e internacionales. 
Ciudad Bolívar es una de las bases económicas principales del estado Bolívar por también ser la capital política del estado, y es base de poderes como el ejecutivo estadal, la asamblea legislativa, entre otras organizaciones gubernamentales.
El puente de Angostura es de gran importancia infraestructural para la ciudad, ya que une a Ciudad Bolívar con el resto de Venezuela, aunque ahora también se puede llegar por Ciudad Guayana. También, la autopista que comunica Ciudad Bolívar con Ciudad Guayana. Otra obra representativa es el aeropuerto General José Tomás de Heres. En la infraestructura hospitalaria, se representa entre otros hospitales, algunos resaltables como: El Hospital del Tórax, Hospital Ruiz y Páez, Hospital de la Cruz Roja, entre otros.
Respecto a la educación, existen varias universidades como lo son: UNEFA (Universidad Nacional Experimental de las Fuerzas Armadas), UNEG (Universidad Nacional Experimental de Guayana), UDO (Universidad de Oriente), UNESR (Universidad Nacional Experimental Simón Rodríguez), IUTEB (Instituto Universitario Tecnológico del Estado Bolívar). 
Sin embargo, hay que enfatizar que en Ciudad Bolívar, no hay infraestructuras requeridas para obtener una verdadera economía y un progreso social, porque los organismos competentes, no han desarrollado un plan de trabajo que responda a las necesidades de la ciudad, como capital y base de los poderes públicos del estado Bolívar.
En diciembre de 2016, la ciudad sufrió actos de vandalismo, sobre todo en locales de ventas de mercado, los cuales fueron arrasados por una ola de saqueos que se prolongaron por dos días, dejando el comercio prácticamente en ruinas. Esto ocurrió «presumiblemente» por la escasez de alimentos, el alto costo de los mismos y la indolencia gubernamental para frenar la hiperinflación.

## Cultura

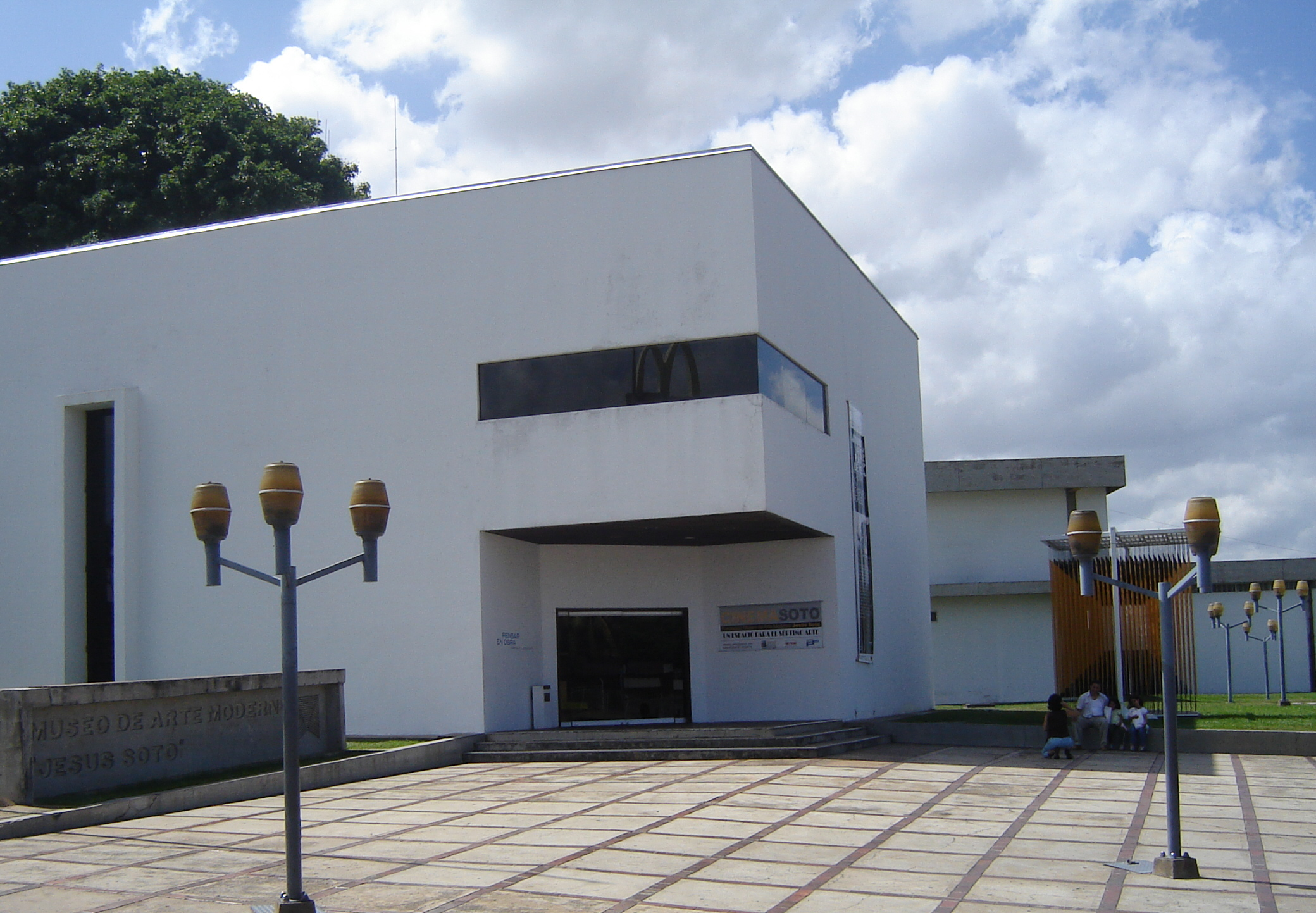
Museo de Arte Moderno Jesús Soto

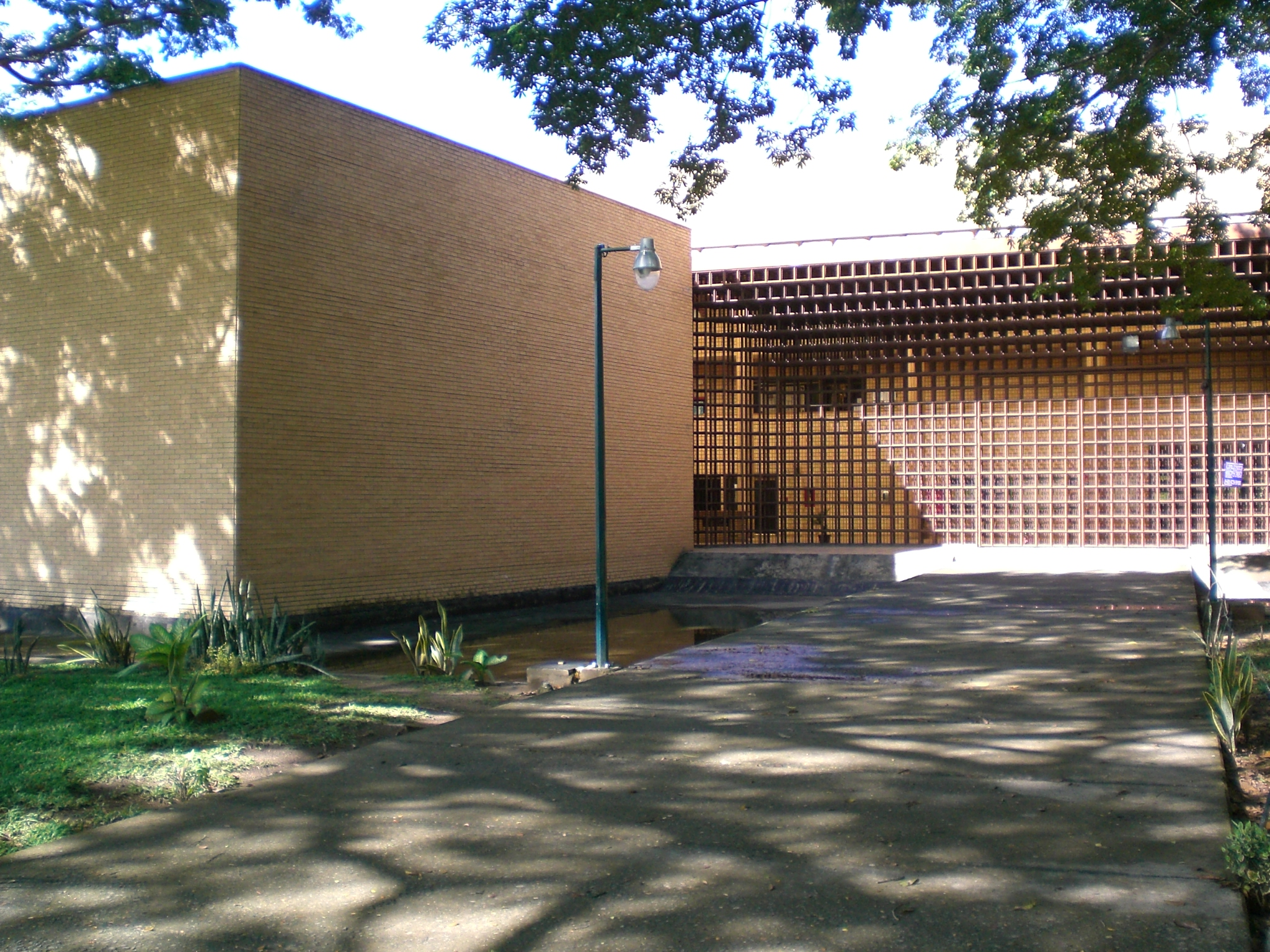
Tribunales de Ciudad Bolívar

La zona histórica de Ciudad Bolívar es un gran atractivo turístico, entre los más visitados lugares, encontramos casas y edificaciones públicas que datan de la era colonial. El Museo de Arte Moderno Jesús Soto, nombrado así en honor al artista plástico nacido en esta ciudad, Jesús Rafael Soto, en el museo, protagonizan una colección de arte moderno venezolano e internacional. 
En materia musical, Ciudad Bolívar es lugar de nacimiento de grandes artistas y compositores como: Manuel Yánez, compositor de «Viajera del río» y alrededor de 150 composiciones como valses, merengues, guasa, etc. Cheo Hurtado, Iván Pérez Rossi, Antonio Lauro (guitarrista, considerado uno de los mejores compositores latinoamericanos del siglo XX), Gailabi Jiménez, gran bajista de la música llanera, fundador de la Maquinaria Llanera y productor. También es la sede de agrupaciones como Serenata Guayanesa, Ensamble Orinoco con Cheo Hurtado, Grupo Parapara y Los Cestari, la cual es una familia bolivarense de origen italiano conformada por cantantes y músicos. Los Hermanos Tomedes conforman una familia musical ganadora de innumerables premios nacionales. Alejandro Vargas, compositor de la famosa «Casta Paloma». 
El 15 de mayo del 2010, en la ciudad de Orlando, Florida, José Luis Cestari recibió Medalla de Oro de la Asociación Internacional de Poetas y Escritores Hispanos y un Diploma de Reconocimiento del Congreso de los Estados Unidos por sus obras literarias y musicales. 
En eventos y ferias, la ciudad hospeda miles de turistas cada año desde 1971 en la Feria del Orinoco; este es un evento turístico como tributo al río Orinoco.
Entre las manifestaciones musicales folklóricas presentes en la ciudad, se pueden mencionar: el joropo, guasa, vals, galerón, aguinaldo, merengue, y calipso. Entre otros géneros y subgéneros musicales.
Ciudad Bolívar también es considerado zona turística de interés por su atractivo colonial, además de ser puente de enlace hacia la Gran Sabana, Santa Elena de Uairén, la línea fronteriza Brasil-Venezuela, entre otros poblados aledaños a los cuales se puede acceder por vía terrestre desde el terminal de pasajeros de la ciudad, o por vía aérea desde el aeropuerto Tomás de Heres rentando un vuelo chárter.

## Mitos y leyendas
Ciudad Bolívar esta llena de historias que a lo largo del tiempo se han convertido en parte fundamental en cuanto a turismo se refiere, turistas influenciados por las historias que desde las oscuras aguas del río Orinoco deben su origen. Los mitos más populares es La Cabeza de la Sapoara y La Serpiente de Siete Cabezas que como cuenta la leyenda se encuentra ubicada debajo de un islote rocoso conocido como La Piedra del Medio.
Unos de los hechos más importantes en la que se apoya el mito de la Serpiente de Siete Cabezas, ocurrió cuando a plena luz del día del mes de febrero de 1955, una chalana llamada La Múcura que cargaba vehículos se hunde en la zona de arremolinamientos de la Piedra del Medio, hecho que provocó que meses después del hundimiento la compañía propietaria de la chalana contratara a un buzo para que realizase un sondeo en las profundidades del río y determinara la ubicación exacta de la embarcación que diera la posibilidad de recuperarla. El buzo minutos después de sumergirse cerca de la piedra del medio haló desesperadamente para que fuese subido al bote que se encontraba en la superficie, de retorno al bote cuenta que en ningún momento logró visualizar la chalana hundida y en vez de eso logró ver a una extraña criatura de un solo ojo del tamaño de una torta de cazabe, desde ese momento el mito de la Serpiente de Siete Cabezas tomó forma y es conocido por todos los habitantes de la ciudad.
La leyenda de los Sutherland en Ciudad Bolívar también comienza con el siglo XX. El tronco mayor Alejandro Sutherland fue traído por el gobernador Tellería para que reconstruyera el dique de La Carioca. Era hombre prolífico, un verdadero semental. Por cierto, que cuando tuvo su trigésimo vástago, la prensa bolivarense de 1910 lo saludó con esta nota: Alejandro Sutherland, aún sin llegar a viejo, ha tenido en su esposa 30 hijos, la mayor parte varones. Cuánta satisfacción fuera para Venezuela importar siquiera 1.000 tipos como Musiú Sutherland, para en breve ver al país poblado como Nueva York.
Alejandro construyó la primera iglesia protestante en Ciudad Bolívar y su esposa Nicolasa Railer inventó el mazapán elaborado con la almendra de la semilla del merey. De suerte que la gran familia Sutherland tradicionalmente ha vivido de la construcción y del merey aunque Juan Sutherland, apodado «Perro Sucio» estuvo alejado de ese oficio, más bien, montado en una tribuna, leía mucho y era buen orador. Perteneció al PDV y en Ciudad Orinoco sus adversarios le hicieron lo mismo que a Leo Pimentel en Caracas.

## Hospitales
El Complejo Hospitalario Universitario Ruiz y Páez es el más importante de toda la ciudad e incluso del estado Bolívar. El hospital fue puesto en funcionamiento el 2 de diciembre de 1957 (Gobierno del general Marcos Pérez Jiménez, presidente de la República de ese entonces) y contaba con 250 camas para la fecha. Actualmente cumple también la función de dar clases prácticas de salud. 

## Educación

### Colegios
- U.E.C.T. «Latinoamericano»
- U.E.C.P. «Andrés Bello»
- U.E.C. «Adventista Venezuela»
- U.E.C.P. «Alfa y Omega»
- U.E.C.P. «Sucre»
- U.E.C. «María de Santa Ana»
- U.E.C.A. «Cristo Rey»
- U.E.C. «Ciudad Bolívar»
- U.E.C. «Bolívar»
- U.E.C. «Nuestra Señora de las Nieves»
- U.E.C. «Jesús Soto»
- U.E.C. «Divina Pastora»
- U.E.C.P «Huyapari»
- U.E.C. «Arístides Bastidas»
- E.B.N. «Libertador»
- U.E.C.P «Mariano Picón Salas»
- E.T.S «Dr. Francisco Vitanza»
- U.E.N. «Tomás de Heres»
- U.E.C «Santa Rosa de Lima» Fe y Alegría
- U.E.C «Villa del Sur» Fe y Alegría
- U.E.M. «Simón Bolívar»
- U.E.C.P. «Leopoldo Sucre Figarella»
- U.E.C.I.V «María Montessori»
- L.B. «Ernesto Sifontes»
- U.E.C. «San Francisco de Asís»
- L.B. «Los Próceres»
- U.E.N L.B «La Coromoto»
- U.E.C. «Metropolitano»
- U.E.C. «La Trinidad»
- U.E.C. «Virgen del Valle»
- U.E.B. «La Lorena»
- U.E.N. «Carlos Afanador Real»
- U.E.C.P «Integral Bolívar»
- U.E.C. «Don Miguel Rodríguez»
- U.E.C.P «Teresa de la Parra»
- U.E.M. «Manuel Palacio Fajardo»
- U.E.C. «Moral Y Luces»

### Universidades

Logo de la Universidad de Oriente.

#### Universidad de Oriente
Universidad de Oriente (UDO) Núcleo de Bolívar, es la principal institución pública localizada en Ciudad Bolívar y también en otras ciudades del oriente venezolano. El 20 de febrero de 1960, por Resolución del Consejo Universitario, se crea el Núcleo de Bolívar de la Universidad de Oriente, convirtiéndose desde entonces en la más importante referencia universitaria del sur del país. 
En la actualidad, este núcleo de la UDO cuenta con la Unidad de Cursos Básicos, la Escuela de Ciencias de la Salud Dr. Francisco Battistini Casalta y la Escuela de Ciencias de la Tierra, en donde se dictan las carreras de Ingeniería Industrial, Ingeniería Geológica, Ingeniería Civil, Ingeniería de Minas, Geología, Medicina, Enfermería y Bioanálisis.

#### Universidad Nacional Experimental Simón Rodríguez
La Universidad Nacional Experimental Simón Rodríguez es una universidad pública de Venezuela. Posee núcleos en distintas ciudades venezolanas. Su sede principal se encuentra ubicada en Caracas.
El núcleo Ciudad Bolívar está ubicado en la Av. Principal de Urb. Los Próceres, Cdad. Bolívar 8001, Bolívar.

#### Universidad Nacional Experimental de Guayana

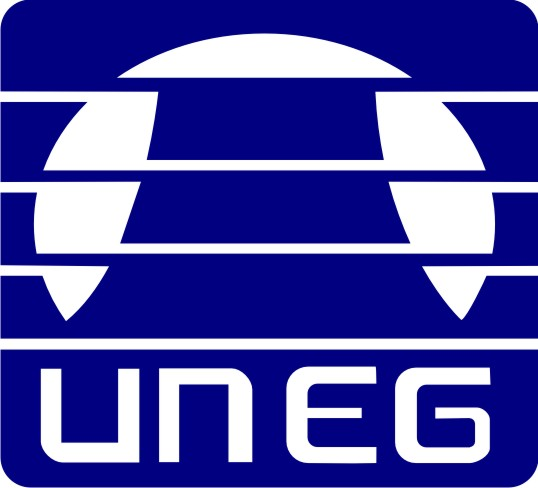
Logo de la UNEG.

Universidad Nacional Experimental de Guayana (UNEG) es otra institución pública localizada en Ciudad Bolívar fundada el 9 de marzo de 1982 mediante decreto presidencial N° 1.432 del Presidente Luis Herrera Campins. Esta universidad fue concebida como un centro de educación superior de carácter regional.
En 1996 se inicia el proyecto de lo que podría llamarse el Núcleo Ciudad Bolívar de la UNEG.
El nombre original del proyecto universitario era, Universidad del Sur se destaca el Dr. Carlos Grüber Hernández (1931-2007) como uno de sus pioneros en la lucha por la Universidad del Sur, el cual fue presidente Fundador del Comité Pro Universidad del Sur o de Guayana.<ref name=":2">El Expreso Foro de los Lunes: «Anhelo de la Colectividad. Creación de la Universidad de Guayana» pag.3 Ciudad Bolívar 17/12/1979</ref, (También fue fundador de la cátedra de medicina preventiva de la UDO y  unos de los fundadores de la medicina industrial de Venezuela, Diario el Guayanés, 6 de junio de 2023).
La UNEG sede Ciudad Bolívar dicta las carreras de Administración y Contaduría, Educación Integral y Turismo.

#### Universidad Bolivariana de Venezuela
Fue una de las primeras sedes aperturadas en el país para el año 2004, iniciando con las carreras de Gestión Ambiental, Gestión Social, y Comunicación Social.
Su sede fue en años anteriores la sede de CVG en Ciudad Bolívar, pasando por decreto regional, y orden nacional, para ser el espacio para la nueva casa de los saberes.
Actualmente cuenta con las carreras de Comunicación Social, Psicología, Estudio Jurídico, Estudios Políticos, Educación, Arquitectura, Enfermería, Informática, Salud Pública, entre otros.
Universidad Gran Mariscal de Ayacucho
La Universidad Nororiental Privada «Gran Mariscal de Ayacucho» (UGMA) es una Universitaria Privada con sede principal en Barcelona y con Núcleos en Maturín, Anaco, Ciudad Bolívar, Puerto Ordaz, El Tigre y Cumaná.
De la Universidad Nororiental Privada «Gran Mariscal de Ayacucho» (UGMA) Nació la Millennia Atlantic University (MAU), la cual es un Instituto Venezolano con sede en Miami, Florida y con destacados reconocimientos mundiales en Leyes y Finanzas.
También tiene acuerdos con Univerxity, Unitec, Eseune, Universia, fundacionceas, Educare y UAB con sede en Barcelona, España.

## Deportes

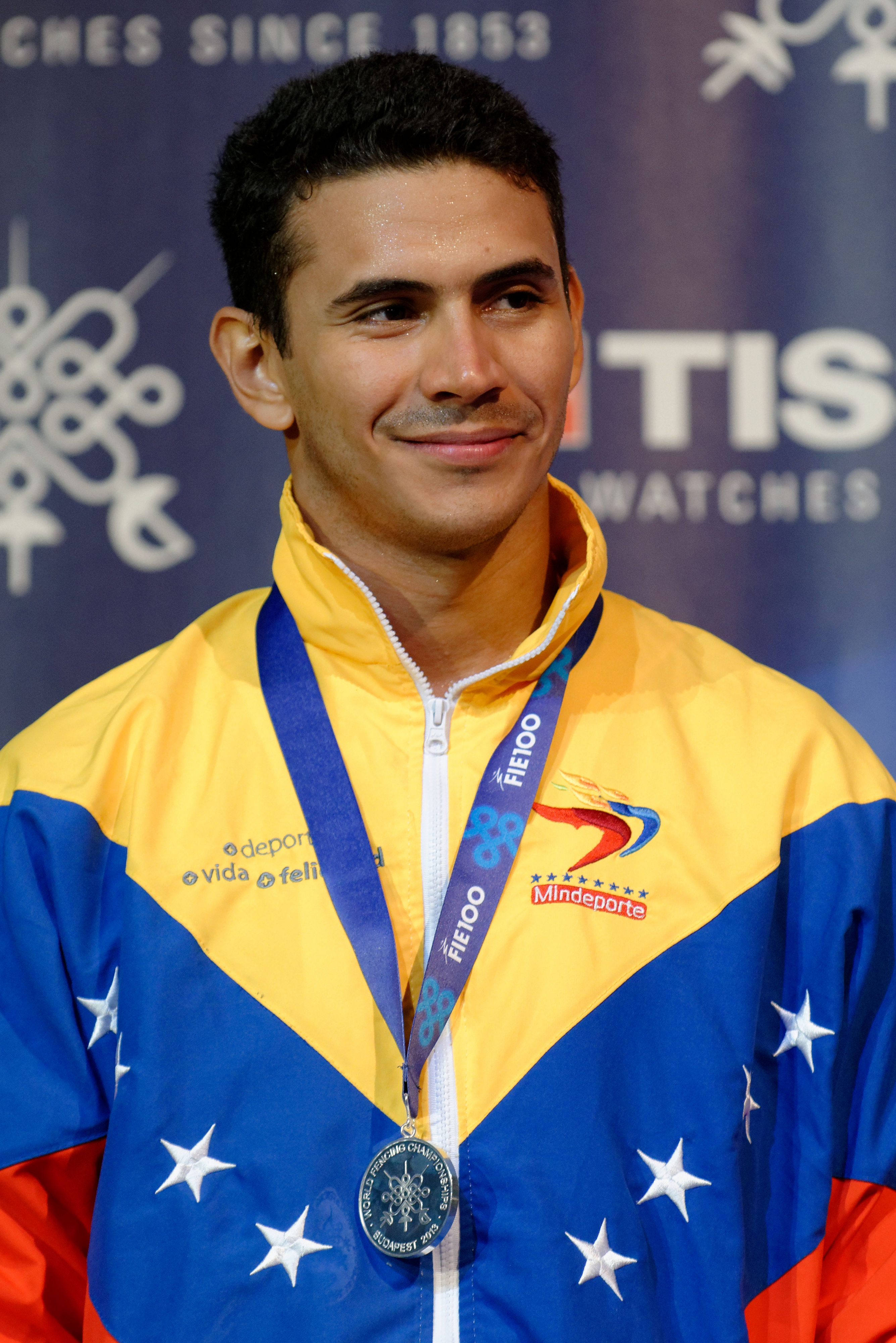
Rubén Limardo en 2013.

El único equipo profesional con el que cuenta Ciudad Bolívar hasta el momento es el Angostura F.C., conjunto que milita en la Primera División de Venezuela, con sede en el Estadio Ricardo Tulio Maya, antigua Villa Olímpica de Ciudad Bolívar, que posee una capacidad para 2500 espectadores. 
Asimismo Ciudad Bolívar ostenta un campo de béisbol conocido como el Estadio Heres, con aforo para 3000 personas donde hace de local el equipo Diamantes de Bolívar de la Liga Nacional Bolivariana de Béisbol, además cuenta con el Gimnasio Cubierto Boris Planchart recinto para la práctica del Baloncesto, Fútbol de Salón y Voleibol con cabida para 2000 asistentes. Huracanes de Bolívar nace en Ciudad Bolívar en julio de 2011 y participa en Superliga Nacional-Venezolana de Voleibol Masculino. 
El gimnasio de esgrima Jesús Gruber es uno de los más importantes de Venezuela y cuenta con una medalla de oro en esta disciplina en los Juegos Olímpicos Londres 2012, lograda por el joven espadista Rubén Limardo.
Cuenta con un complejo de piscinas olímpicas ubicado en la Avenida Próspero Reverend; dicho complejo consta de tres piscinas, una de 50 metros de largo y 25 de ancho en la cual se han realizado importantes campeonatos nacionales en especialidades como Natación, Waterpolo y Nado Sincronizado, esta piscina desde el año 2012 cuenta con cronometraje electrónico que fue adquirido por la administración del estado Bolívar y que hace que esta sea una de las mejores piscinas olímpicas del país, otra de las piscinas es una fosa de clavados, se espera que FEVEDA (Federación Venezolana de Deportes Acuáticos) pronto esté en capacidad de avalar eventos de gran importancia mientras se corrigen algunas fallas en los tacos de salida.
La capital del estado Bolívar también es sede y meta del Rally Náutico Internacional Nuestros ríos son navegables, el más importante a nivel nacional y el más largo del mundo realizado en aguas dulces.

## Transporte

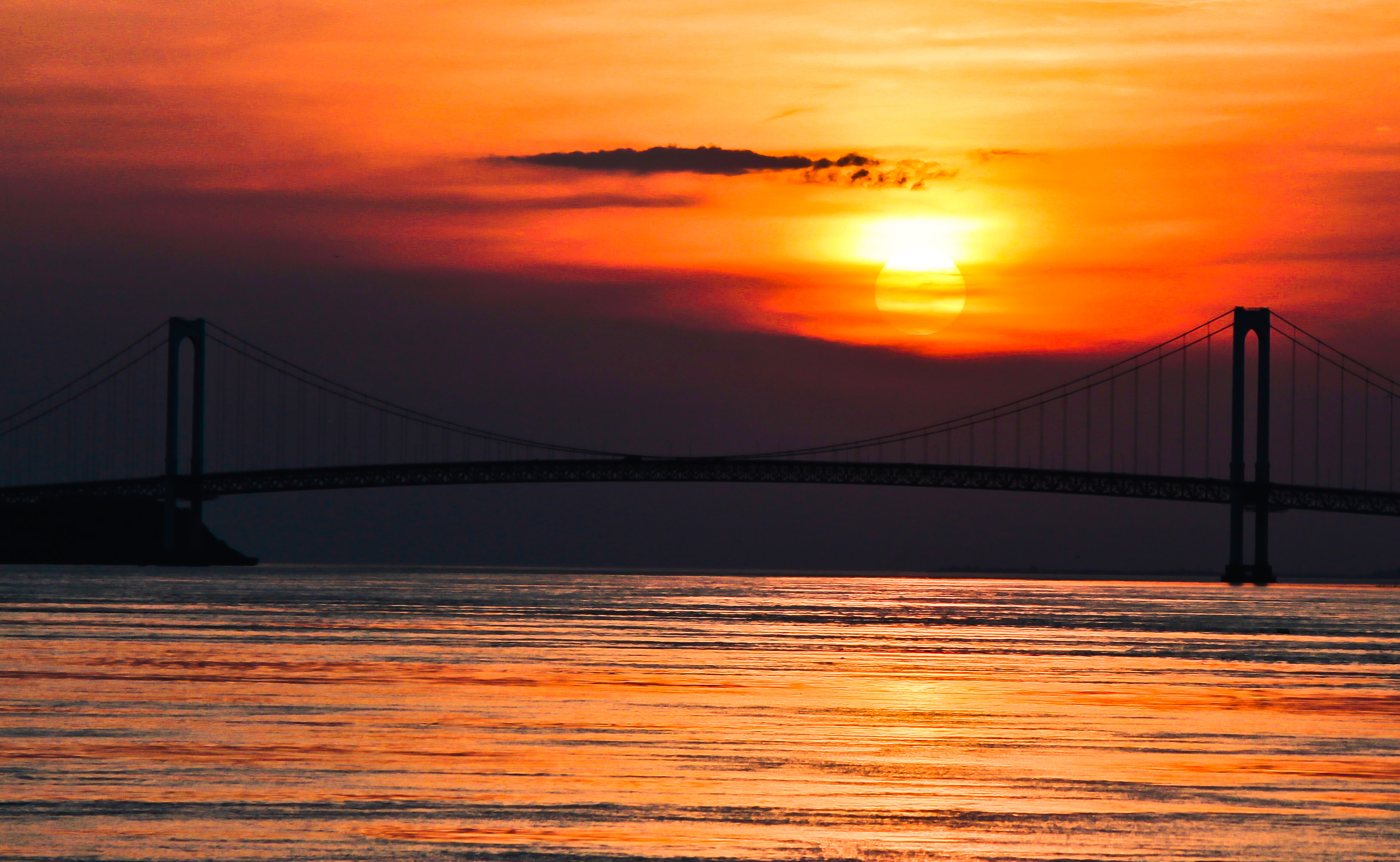
Puente de Angostura, el puente colgante más largo de América Latina.

Los autobuses constituyen el medio de transporte más popular en avenidas y calles de la ciudad. Estos son operados por varios tipos de compañías de transporte público.

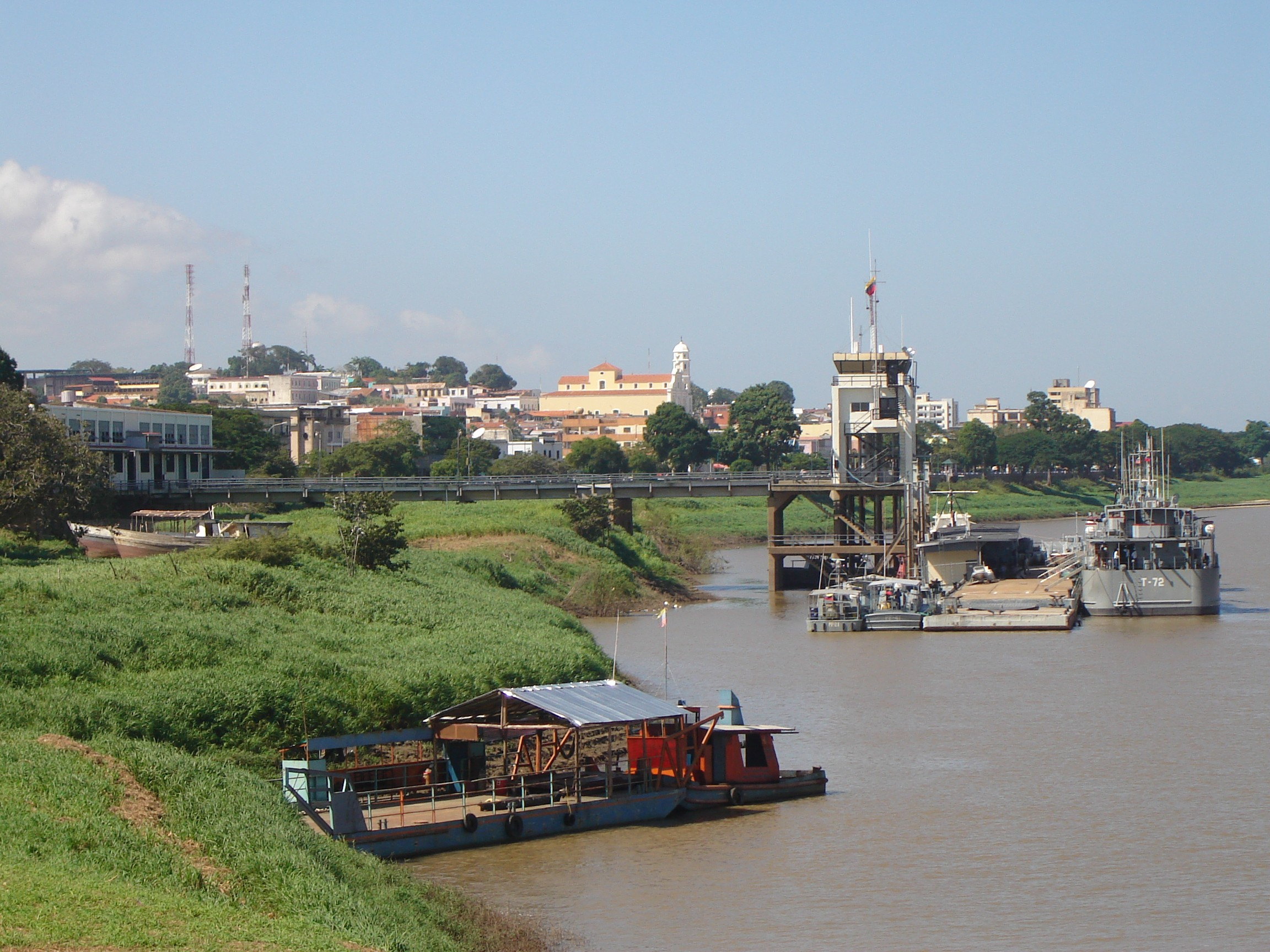
Vista de Ciudad Bolívar desde el mercado La Carioca.

Actualmente Ciudad Bolívar al igual que Ciudad Guayana y otras ciudades del país, cuenta con una flota de autobuses de tránsito rápido llamados en Ciudad Bolívar y Ciudad Guayana TransBolívar, y en otras ciudades del país de manera diferente, por ejemplo, Metro Bus, en Caracas, TransBarca, en Barquisimeto y TrolMérida, el cual es un trolebús que se localiza en la ciudad de Mérida.
A pesar de que lamentablemente el transporte público es deficiente, muchas personas improvisaron con camionetas un transporte denominado en la jerga local como «perrera» y con automóviles viejos como un Malibú llamándose «por-puestos».
El Aeropuerto Nacional Tomás de Heres está localizado en el centro de la ciudad. Es unos de los aeropuertos del país con mayor tráfico doméstico y turístico debido a su posición en la geografía venezolana.
El Terminal de Ciudad Bolívar le ofrece al pasajero, sistema de boletería computarizada que le permite efectuar la compra de su boleto con quince días de anticipación. Ubicado en la Avenida República.

## Medios de comunicación

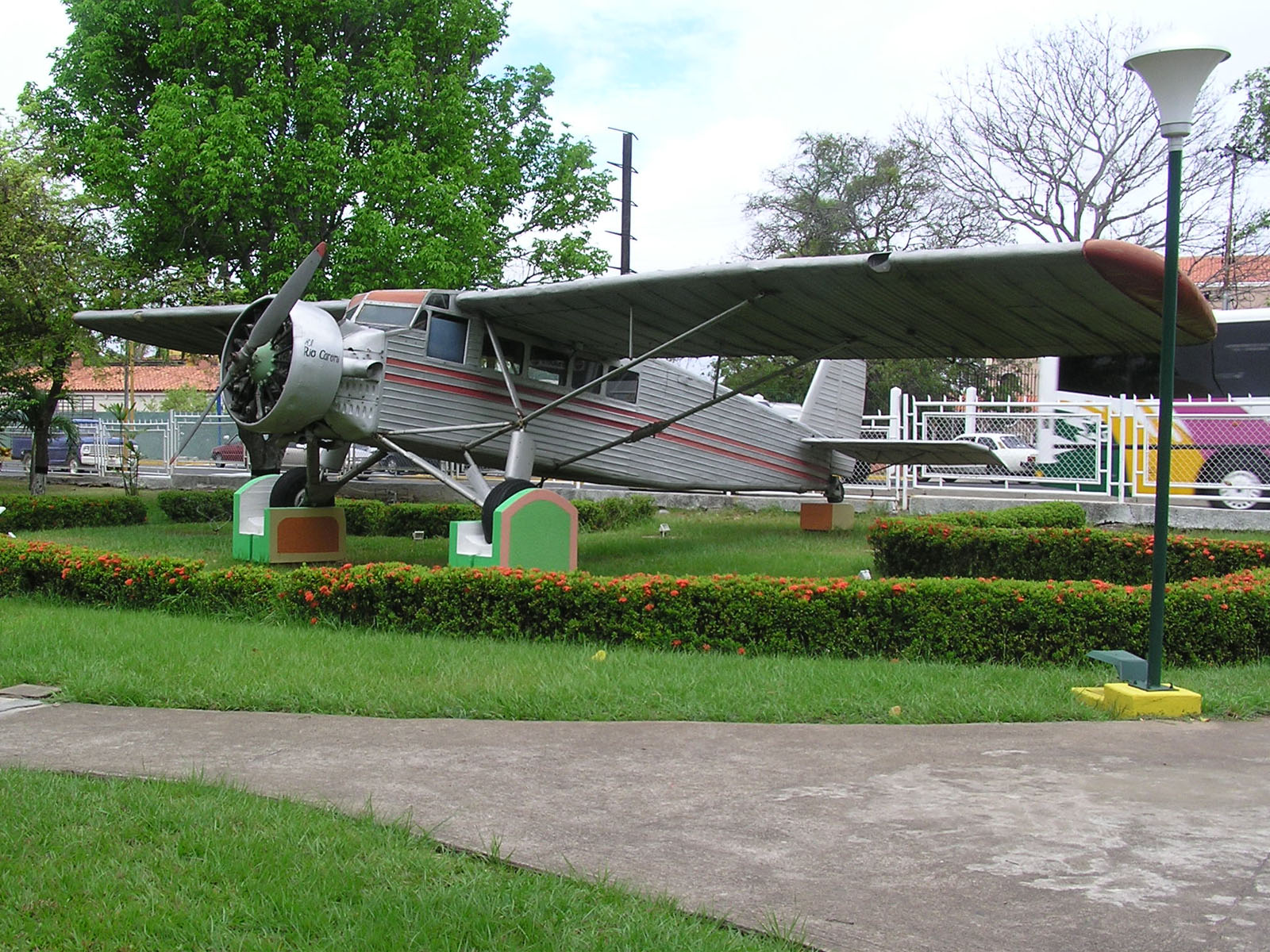
Aeroplano original de Jimmy Angel, en el aeropuerto José Tomás de Heres.

Emisoras en Frecuencia Modulada (FM) de Ciudad Bolívar:
- Ecos De Asís 89.1 FM «La Radio Franciscana»
- Movida 90.3 FM
- Sabrosa 90.7 FM
- Mas 92.1 FM
- Fe y Alegría 92.7 FM
- La Primera 93.1 FM
- La Romántica 93.9 FM
- Revelación Plus 94.3 FM
- Electrónica 95.7 FM
- Getsemaní 96.3 Fm
- Cimarrona 97.3 FM
- Eléctrik 97.7 FM
- Fiesta 98.1 FM
- Radio Nacional de Venezuela 98.5 FM
- Fabulosa 99.3 FM
- Capital 99.9 FM
- Radio Regional Bolívar 101.1 FM
- Digital 101.7 FM
- Millennium 102.1 FM
- Clásicos 102.7 FM
- Onda 103.5 FM
- Brillante 103.9 FM
- Bolivariana 104.3 FM
- Orinokia 105.1 FM
- Poderosa 106.3 FM
- Cima 107.9 «La FM Mundial»

## Sitios de interés
- El Puente Angostura, el puente colgante más largo de la América Latina.
- El Mirador Angostura
- La Piedra del Medio, a la que Humboldt llamó el Orinocómetro (medidor del Orinoco).
- El Paseo Orinoco
- El Museo de Ciudad Bolívar; se creó en la casa colonial donde se imprimía El Correo del Orinoco, órgano oficial del Congreso de Angostura.
- El Cuadrilátero Histórico de Ciudad Bolívar. Está conformado por la Plaza Mayor, la Catedral, la Casa de los Gobernadores, la Casa de la Real Intendencia y la Casa del Congreso de Angostura.
- Prisión de general Carlos Manuel Piar. Todavía se conserva el aposento donde estuvo recluido mientras era enjuiciado.
- La Cárcel Vieja; actualmente alberga el Archivo General de Guayana y el Instituto de Historia. Fue restaurado por el arquitecto Graziano Gasparini.
- La Casa de las Doce Ventanas.
- Fortaleza el Zamuro
- Casa Museo de San Isidro. La quinta de San Isidro fue la casa de hacienda de José Luis Cornieles, donde frecuentemente se alojaba Bolívar, y fue allí donde escribió su famoso Mensaje al Congreso de Angostura de 1819.
- Jardín Botánico de Ciudad Bolívar.
- Museo de Arte Moderno Jesús Soto. Tiene como base operativa y patrimonio fundamental la importante colección de arte abstracto internacional reunida por el maestro Jesús Soto, en la que numerosas propuestas plásticas del propio artista -fundador- mantenían abierta confrontación con las de muchos otros creadores del arte de nuestros días.
- Museo Geológico y Minero  Prof. José Batista Gomes.
- Escuela de Talla de la UDO. Única en su tipo en el país y América Latina. Ha formado más de cincuenta talladores de piedras preciosas, que hoy laboran exitosamente dentro y fuera del país.